# Fernand D'Hollander
Pour les articles homonymes, voir Hollander.
Fernand D'Hollander (1878-1952) est un médecin psychiatre belge.

## Biographie
Issu d'une famille de médecins, il obtient son diplôme de médecine à l'Université de Gand en 1903. Il s'intéresse plus particulièrement à l'étude du système nerveux et travaille d'abord à la colonie d'aliénés de Gheel, puis à l'asile d'aliénés de l’État à Mons et à l'asile des Sœurs noires à Louvain avant de devenir médecin chef de l'hôpital psychiatrique pour femmes de Lovenjoel, poste qu'il occupe jusqu'à sa mort.